# Rumin
Rumin [pronunciación en polaco: /ˈrumin/] es un pueblo ubicado en el distrito administrativo de Gmina Stare Miasto, dentro del Distrito de Konin, Voivodato de Gran Polonia, en el oeste de Polonia central. Se encuentra aproximadamente a 4 kilómetros al norte de Stare Miasto, a 5 kilómetros al oeste de Konin, y a 90 kilómetros al este de la capital regional Poznań.
El pueblo tiene una población aproximada de 600 habitantes.